# Erich Obermayer
Erich Obermayer (Bécs,  1953. január 23. –) válogatott osztrák labdarúgó, hátvéd, edző.

## Pályafutása

### Klubcsapatban
Az FC Wien csapatában kezdte a labdarúgást, majd 1969-től az Austria Wien korosztályos csapatában játszott. 1971-ben mutatkozott be az első csapatban. Egész pályafutását az Austriánál töltötte, ahol 8 bajnoki címet és 5 osztrák kupa győzelmet ért el az együttessel. 1989-ben 36 évesen vonult vissza az aktív labdarúgástól.

### A válogatottban
1975 és 1985 között 50 alkalommal szerepelt az osztrák válogatottban és egygólt szerzett. Részt vett az 1978-as argentínai és 1982-es spanyolországi világbajnokságon.

### Edzőként
2000-01-ben a Floridsdorfer AC, 2004-05-ben az 1. Simmeringer SC, 2013-ban az FCM Traiskirchen vezetőedzője volt.

## Sikerei, díjai
Austria Wien
- Osztrák bajnokság
  - bajnok (8): 1975–76, 1977–78, 1978–79, 1979–80, 1980–81, 1983–84, 1984–85, 1985–86
- Osztrák kupa
  - győztes (5): 1974, 1977, 1980, 1982, 1986
- Bajnokcsapatok Európa-kupája (BEK)
  - elődöntős (1): 1978–79
- Kupagyőztesek Európa-kupája (KEK)
  - döntős (1): 1977–78
  - elődöntős (1): 1982–83